# Lobelia molleri
Lobelia molleri là loài thực vật có hoa trong họ Hoa chuông. Loài này được Henriq. mô tả khoa học đầu tiên năm 1892.